# Lästringe distrikt
Lästringe distrikt är ett distrikt i Nyköpings kommun och Södermanlands län. 
Distriktet ligger nordost om Nyköping. 

## Tidigare administrativ tillhörighet
Distriktet inrättades 2016 och utgörs av socknarna Lästringe, Bogsta och Sättersta i Nyköpings kommun.
Området motsvarar den omfattning Lästringe församling hade 1999/2000 och fick 1992. Socknarnas församlingar hade gått samman 1980.